# ناحیه سیسرو، شهرستان کوک، ایلینوی
ناحیه سیسرو (به انگلیسی: Cicero Township) یک منطقهٔ مسکونی در ایالات متحده آمریکا است که در شهرستان کوک (ایلینوی) واقع شده‌است. ناحیه سیسرو ۱۵٫۱۴ کیلومتر مربع مساحت دارد ۱۸۵ متر بالاتر از سطح دریا واقع شده‌است.